# Bezbronne nagietki
Bezbronne nagietki – amerykański dramat filmowy z 1972 roku wyprodukowany i wyreżyserowany przez Paula Newmana. Scenariusz napisał Alvin Sargent na podstawie sztuki Paula Zindela pod tym samym tytułem. Sztukę wyróżniono Nagrodą Pulitzera.

## Obsada
- Joanne Woodward jako Beatrice
- Nell Potts jako Matilda
- Roberta Wallach jako Ruth
- Judith Lowry jako Nanny